# Rekem
Ne doit pas être confondu avec Rekkem.
Reckheim ou Reckheim-le-Dépôt, en néerlandais Rekem est une section de la commune belge de Lanaken située en Région flamande dans la province de Limbourg. C'était une commune à part entière avant la fusion des communes de 1977.

## Toponymie
Radenchen (1143), Radechin (1190?)

## Démographie

### Évolution démographique
- Sources : INS, Rem. : 1831 jusqu'en 1970 = recensements, 1976 = nombre d'habitants au 31 décembre[3].

## École de Bienfaisance
La loi du 15 février 1897 crée dans le village une école de bienfaisance de 'l'Etai pour garçons.

## Personnalités
- Eric Gerets, footballeur belge